# 龔德柏
龔德柏（1891年8月—1980年6月13日），湖南瀘溪人，知名報人。

## 生平
1891年8月，龔德柏生於湖南瀘溪縣城。世代耕讀，祖父是府學生員，父親因為家中子女甚多，故棄儒從商，經營桐油生意，維繫家計。六歲由父親發蒙，九歲入私塾，但瀘溪縣地處偏僻，未能尋得良師。1905年，科舉廢除，父親認為去學堂讀書已經沒什麼用處，十六歲之後就沒再去上過學，跟隨父親經商。桐油業在7月到11月是休息期，在這期間學會了賭博打牌，沉迷於此。
1908年，投考辰州中學堂，僥倖考取。在學堂中要學習英文、算學，龔德柏程度很差，又水土不服而生水痘。第二學期，他治好了病，又惡補學問，同學對其都另眼相看。1913年，因鬧風潮向知府景芳昶請願而被開除。之後，經老師介紹到譚延闓處，被安排進入胡元琰開辦的明德中學。同時考取了湖南公立工業專門學校和留日公費，最後選擇留日。8月14日，正式離開長沙赴日求學。
1913年10月，入弘文學院學習日文。宋案後，湖口起義失敗，譚延闓被免職，湯薌銘被任為湖南都督，留日公費在此後中斷。1915年1月18日，二十一條被提出，激起日本留學生憤慨，但沒有爆發回國的風潮。7月，考取第一高等學校預科，預科結束後留在一高讀德文科。1916年暑期，返回瀘溪縣。1917年秋，石井菊次郎到美國宣揚亞洲門羅主義，引起中國學生不滿，要打時任公使章宗祥。龔德柏對殷汝耕和曾天宇十分反對，組織『誅漢奸會』決定懲辦殷、曾二人，與之發生矛盾。1918年5月，傳出日本要與段祺瑞政府簽署軍事同盟協議的消息，因害怕中國淪落至日韓合併的下場，學生發起運動，東京的學生多數返國。這次回國在上海的有曾琦、王宏實、俞育之、溫晉城等人，他們組織救國日報，宣傳反對軍事協定的主張。龔德柏此時有得知父親病故，便離開啟程返回瀘溪。風潮平息後，返回東京，因未參加考試，留級。1919年4月29日，章宗祥回國，吳一峰、龔德柏等學生在東京車站聚集抗議。五四之後，5月7日，與李培天、胡駿從青年會出發向中國公使館集中，與警察發生衝突。
暑期再次留級，索性不再往一高報到，成了浪人在留學生總會居住，同時被取消了公費。後應中日通訊社的鄺摩漢的邀請，到社任編輯，兼任京津泰晤士報的東京通訊員。1920年春，返國參加全國學生聯合會，與方維夏、程天放、狄侃等人同事，亦同時在上海的陳獨秀、張東蓀接觸。秋，返回東京，搬去巢鴨。1921年，任上海商報通信員。8月，返國，經范源濂介紹與王芃生赴美報導華盛頓會議。1922年，回國，在北京開辦國民外交雜誌，兼任宋發祥開辦的中美通訊社編輯。很快離開，與成舍我、張恨水合辦世界晚報。1924年，第二次直奉戰爭後，報內引發產權糾紛，因此退出自辦大同晚報。1926年，三一八事件發生後，指中共利用學生謀取政治利益，進一步與中共發生矛盾。邵飄萍與林白水兩案接連發生，北京言論空間緊縮，龔也被張宗昌搜捕。於是從天津逃至武漢，後轉赴南昌、上海。
1927年3月，受殷桐的接濟，轉赴漢口，住在殷公武處。4月中，被陳銘樞委任到南京辦革命軍日報。1928年5月17日，經潘公展介紹，任申報國際版編輯。8月27日，離開申報，為香港國民日報寫文章。1929年4月，到長沙做外交部駐湖南交涉，處理涉外事宜。12月，交涉署撤銷，返回南京被張我華延攬，任內政部參事。同時開辦救國日報，鼓吹抗日。1932年，一·二八第一次淞滬會戰爆發，獲張學良招攬北上。3月，赴洛陽參加國難會議，會後返回南京。
1946年，在南京復刊救國日報，反對中共。
1949年7月到台灣，居於新竹。1950年3月9日被保密局逮捕，先關押於保密局南所1年多。據龔德柏自撰《蔣介石黑獄親歷記》，1954年春第二屆國民大會集會，龔德柏補上國大代表，由莫德惠、胡適、左舜生、曾寶蓀四大老聯名上書請求開釋，尽管經總統蔣介石覆函莫德惠，同意於國民大會閉會後釋放，但手令遭蔣宋美齡攔阻而事未成。1955年3月4日，時任立法委員成舍我以「龔德柏失蹤案」，在立法院院會向行政院質詢，當時只有《自由中國》雜誌敢照登質詢全文，《自立晚報》刊登〈懷念龔德柏〉一文迂迴聲援，本案逐漸受到社會大眾注意。1956年冬，香港文化代表團訪臺，歡迎會中，團長丁文淵提及此案，主持人黃少谷向蔣介石報告，再經成舍我請託阮毅成、程滄波兩人面謁蔣介石，承諾日後龔在臺灣「不辦報、只辦學」。入獄近7年後，1957年2月18日，龔德柏終於獲釋。
1980年6月13日，在台去世。